# Potentilla angelliae
Potentilla angelliae är en rosväxtart som beskrevs av Noel Herman Holmgren. Potentilla angelliae ingår i Fingerörtssläktet som ingår i familjen rosväxter. Inga underarter finns listade i Catalogue of Life.